# Sídliště Vltava
Sídliště Vltava je druhé největší českobudějovické sídliště a druhé nejmladší z panelových sídlišť městské části Čtyři Dvory ve městě České Budějovice. Vystavěno bylo v 70. a 80. letech 20. století. V roce 2011 mělo podle trvalého bydliště 10 224 obyvatel, podle obvyklého pobytu 9 943 obyvatel.

## Poloha
Leží na severozápadním okraji města. Ohraničeno je od západu ulicí Husova a Josefy Kolářové, od jihu ulicí Jaromíra Boreckého, od severu ulicí Krčínova a od východu levobřežní silnicí I/20. Těsně za touto silnicí protéká řeka Vltava (šíře v tomto místě je asi 20 až 40 metrů). Za ulicí Husova sousedí sídliště (od jihu) se sídlištěm Šumava, kasárnami, bývalým tankovým cvičištěm a přírodní rezervací Vrbenské rybníky.

## Události
Sídliště Vltava pamatuje několik událostí:
- Své dětství zde prožil významný český sociolog Mgr. Jan Sládek, který se v současnosti zabývá především sociologií lidských sídel. Zároveň vyučuje na FFUK.
- 8. června 1998 zde spadla dvě stíhací letadla MiG-21 vracejících se z vojenské letecké přehlídky v Pardubicích po srážce nad Českým Vrbným a katapultáži obou pilotů a navigátora.[1][2] Jedno letadlo dopadlo do zahrad několika rodinných domů v Českém Vrbném, druhé na zastávku MHD a parkoviště před panelovým domem, ke kterému setrvačností dojelo a dům vyhořel. Díky tomu, že se událost stala v dopoledních hodinách všedního dne, nikdo nebyl usmrcen. Došlo k 11 zraněním – tři katapultovaní piloti, dva příslušníci zasahující jednotky HZS s drobným poraněním a z šesti dalších zranění bylo jako nejtěžší kvalifikováno zranění 48leté ženy, která utrpěla popáleniny II. a III. stupně a byla hospitalizována v nemocnici v Českých Budějovicích.
- Záplavy - pětisetletá voda v roce 2002. Voda tehdy zatopila zejména jižní část sídliště a několik domů severní části.
- Zatýkání zloděje stavební Tatry, který se s ní snažil uprchnout mezi panelové domy. Ovšem v tu dobu na sídlišti probíhaly rozsáhlé výkopové práce a šest policejních vozů mu zablokovalo výjezd ze sídliště[3].

## Další fotografie

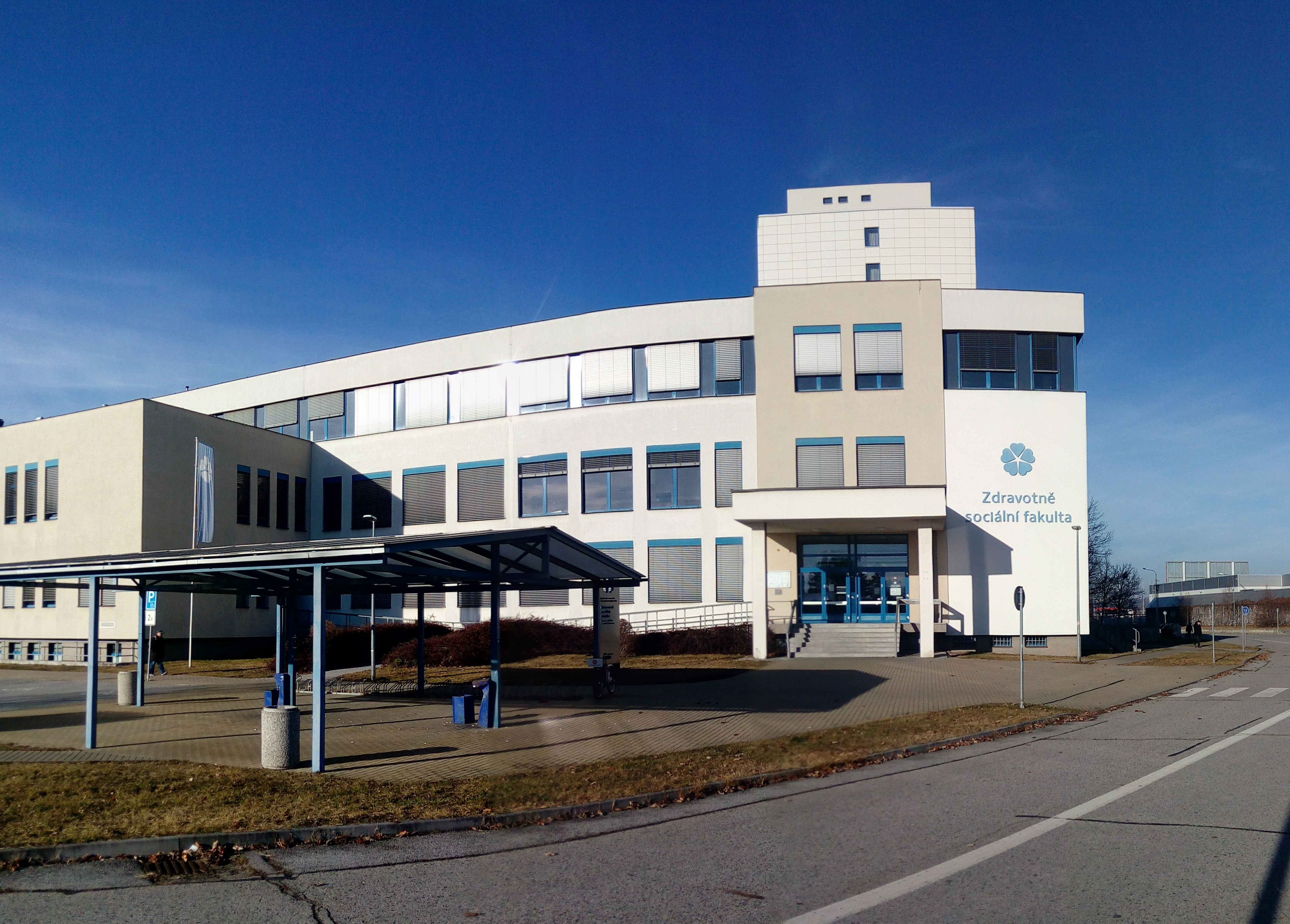
Zdravotně-sociální fakulta Jihočeské univerzity
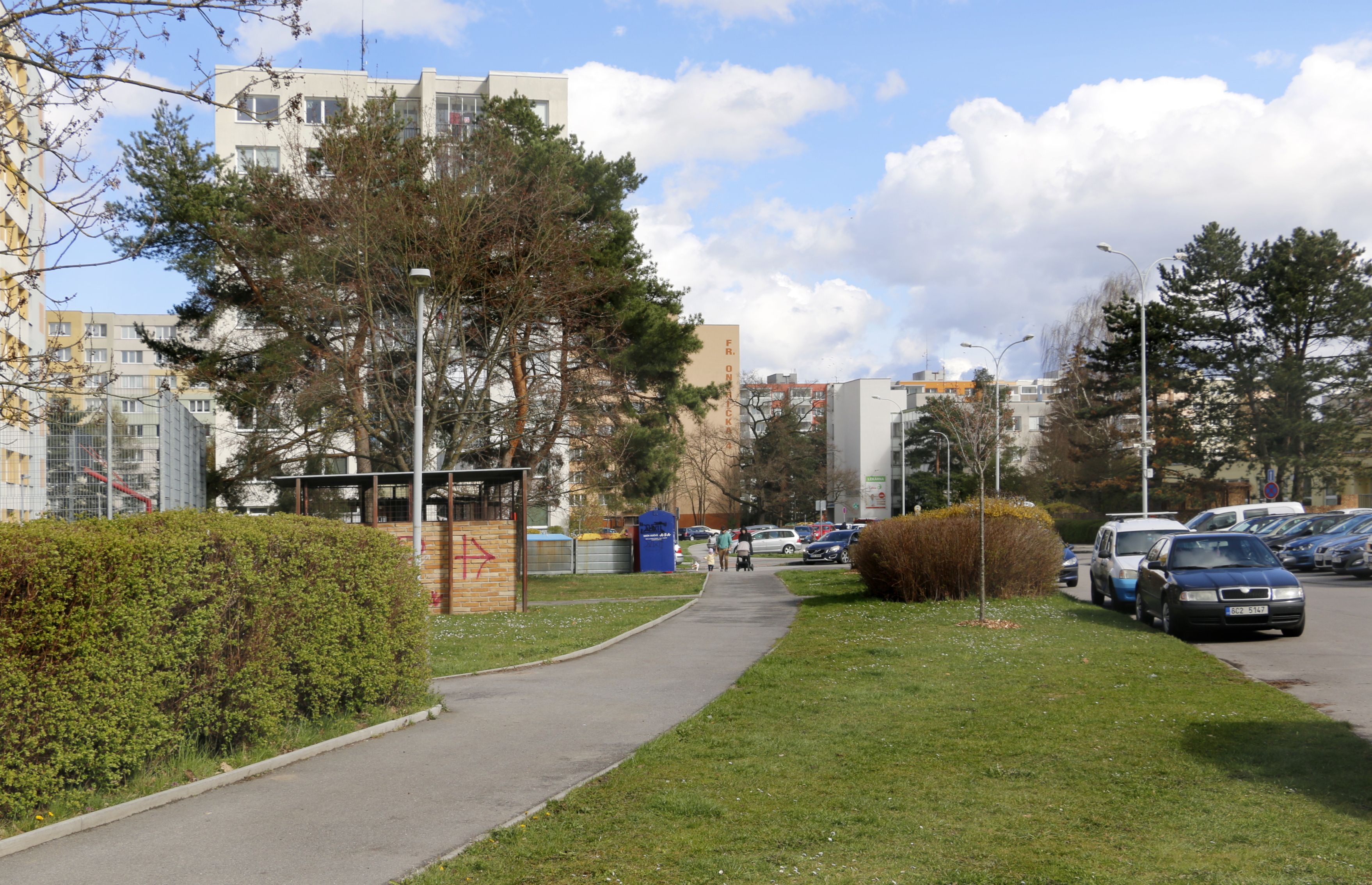
Ulice Fr. Ondříčka
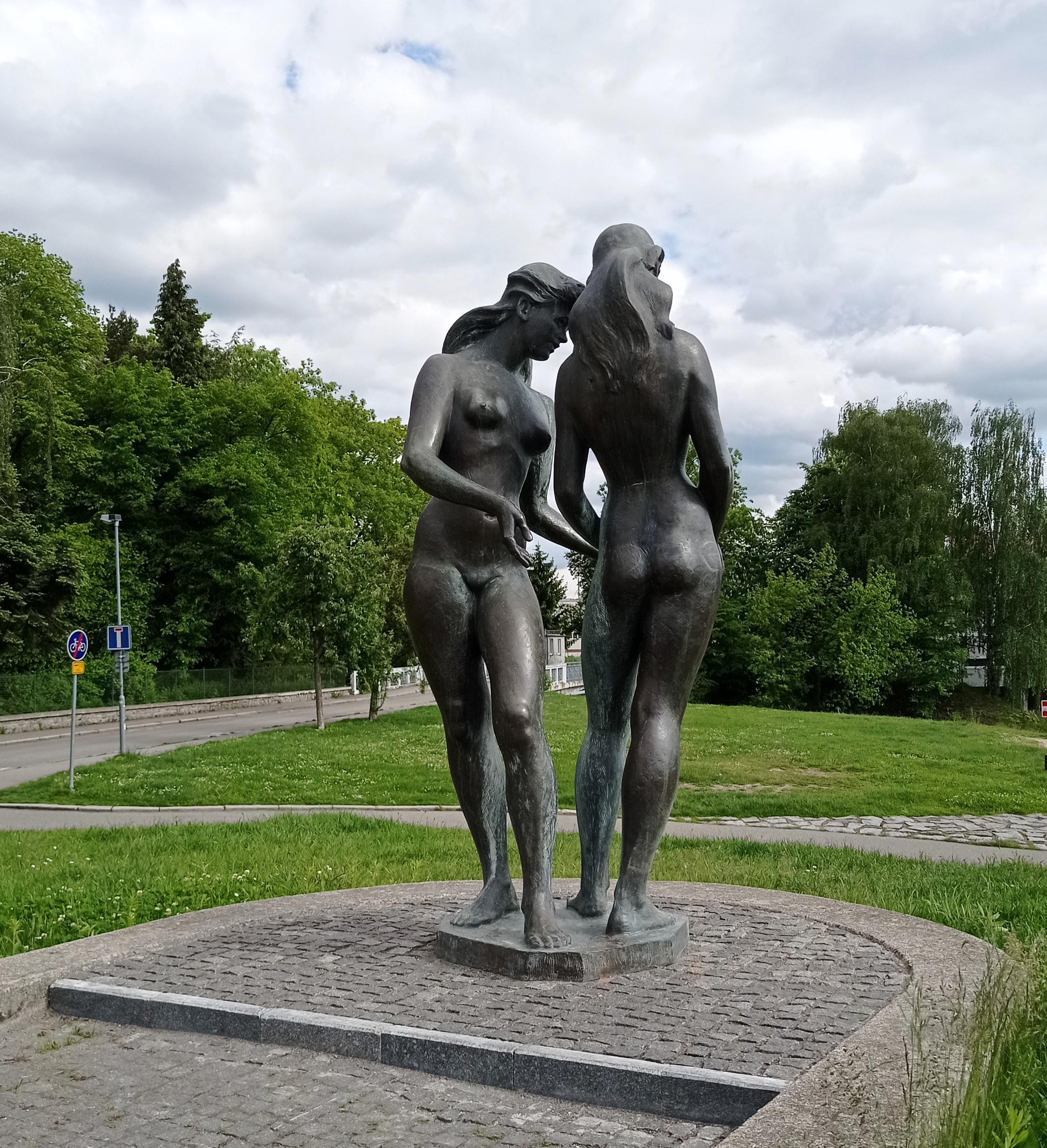
Plastika Soutok Vltavy s Malší